# Citoarquitetura do córtex cerebral
Citoarquitetura do córtex cerebral é o estudo da citoarquitetura neural dos corpos celulares no córtex cerebral do cérebro. Implementado originalmente pela escola de Wernike, a prática utiliza estruturas celulares variantes e organização em camadas para definir regiões funcionais do córtex. Aplicada particularmente ao estudo do sistema nervoso central, a citoarquitetura é uma das maneiras de analisar o cérebro (como a imuno-histoquímica, entre outras) ao obter seções e colori-las com agentes químicos que revelam como os neurônios são "empilhados" em camadas. O pioneirismo na área é creditado ao psiquiatra austríaco Theodor Hermann Meynert, que em 1867 percebeu variações regionais na estrutura histológica de diferentes partes da massa cinzenta dos hemisférios cerebrais.